# Luís Pedro Nunes
Luís Pedro Nunes (Lisboa, 26 de dezembro de 1967) é um jornalista e escritor português.

## Carreira
Luís Pedro Nunes viveu toda a sua infância e juventude em Ferreira do Alentejo e viajou para Lisboa para estudar Comunicação Social na Universidade Nova de Lisboa. Em 1989 pertenceu ao grupo de estagiários e jornalistas que fundaram o jornal diário Público, onde trabalhou como repórter e editor até 1997.
Em 1998 mudou-se para o semanário O Independente onde passou de repórter a Chefe de Redação. Saiu em 2000 para várias experiências nas dot.com e no mundo empresarial em consultoria em comunicação crise. Em 2003 foi convidado pelas Produções Fictícias para dirigir o jornal satírico Inimigo Público suplemento que saiu com o Público até 2021, tendo mudado para o semanário Expresso em 2022 sempre com a sua direção. 
Pedro Nunes é comentador regular no programa Eixo do Mal, da SIC Notícias. E no programa Irritações, da SIC Radical
Mantém, desde 2007, uma crónica semanal no semanário Expresso .
É cronista fixo da GQ Portugal desde 2017 e contribui regularmente com reportagens de viagens. 
Em 1991, ganhou o "Prémio "Gazeta Revelação em Jornalismo" com um artigo sobre o sofrimento das crianças com SIDA em orfanatos na Romênia. Na sua primeira década como jornalista cobriu eventos por todo o globo e também em Portugal escrevendo sobre conflitos armados em África como enviado especial ou viagem à volta do mundo no Concorde para o Guiness Book of Records.
Publicou o livro "Toda a Esperança do Mundo"(2015) para celebrar os 30 anos da AMI, uma ONG com que colabora regularmente. Fez parceria com Alfredo Cunha, fotojornalista com que trabalhou regularmente ao longo de três décadas, e visitou alguns dos locais mais perigosos do globo. É cronista na revista da Amnistia Internacional. Faz regularmente palestras.
Editou uma seleção de artigos no Expresso no livro "Suficientemente bom, Desprezivelmente mau" (2017). 
2019 foi o ano de lançamento de mais um livro, "Em Busca da Praia Perfeita" retrata uma viagem em duas rodas de Moledo a Vila Real de Santo António, em parceria com Tiago Froufe.  
Em dezembro de 2022 lançou o livro, "A Fronteira Viva" uma obra sobre os parques naturais de Portugal, fotografia de Joel Santos, em parceria com o Instituto da Conservação da Natureza e das Florestas.